# Producción de café en Cuba

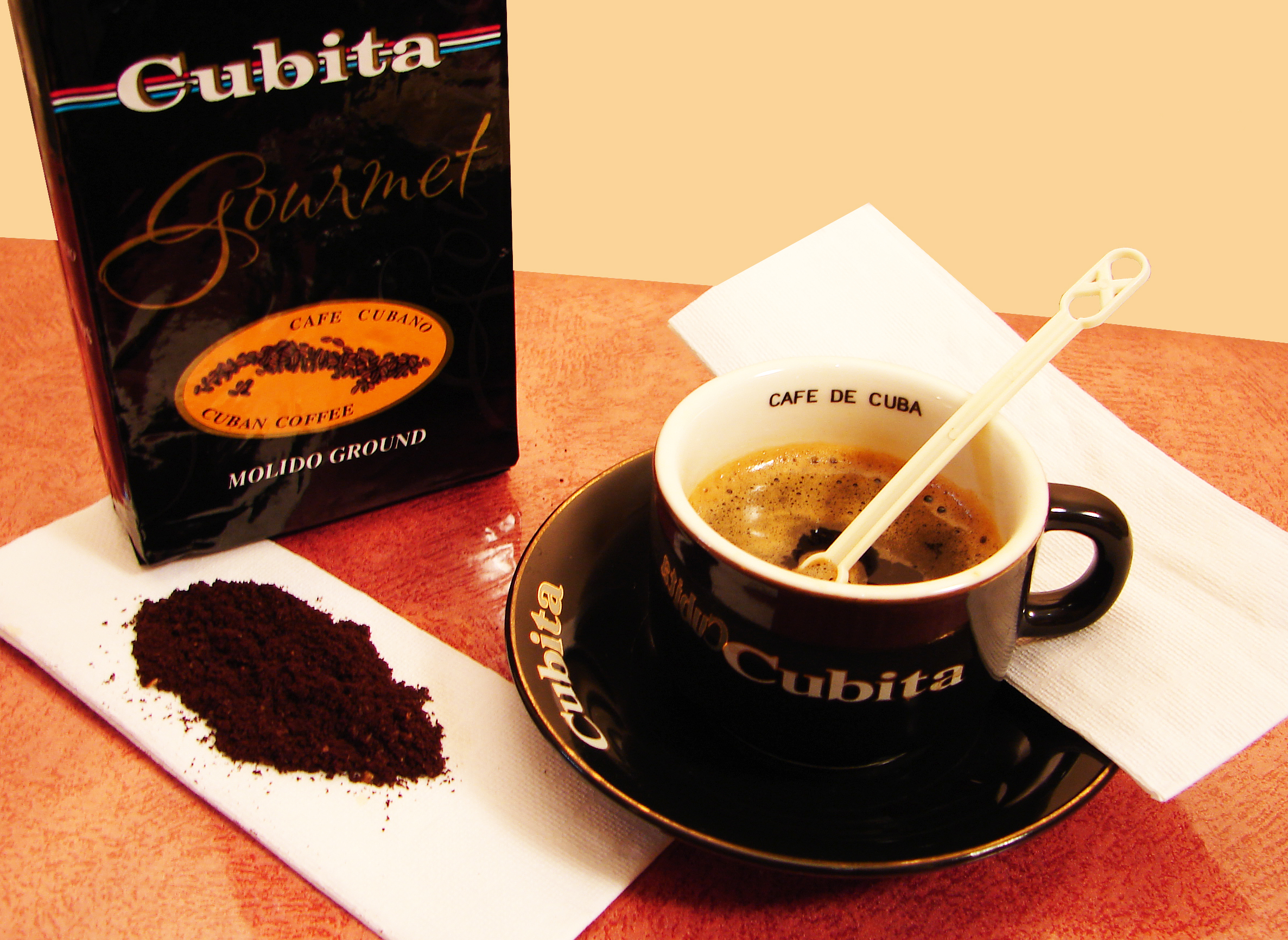
Cafe cubano.

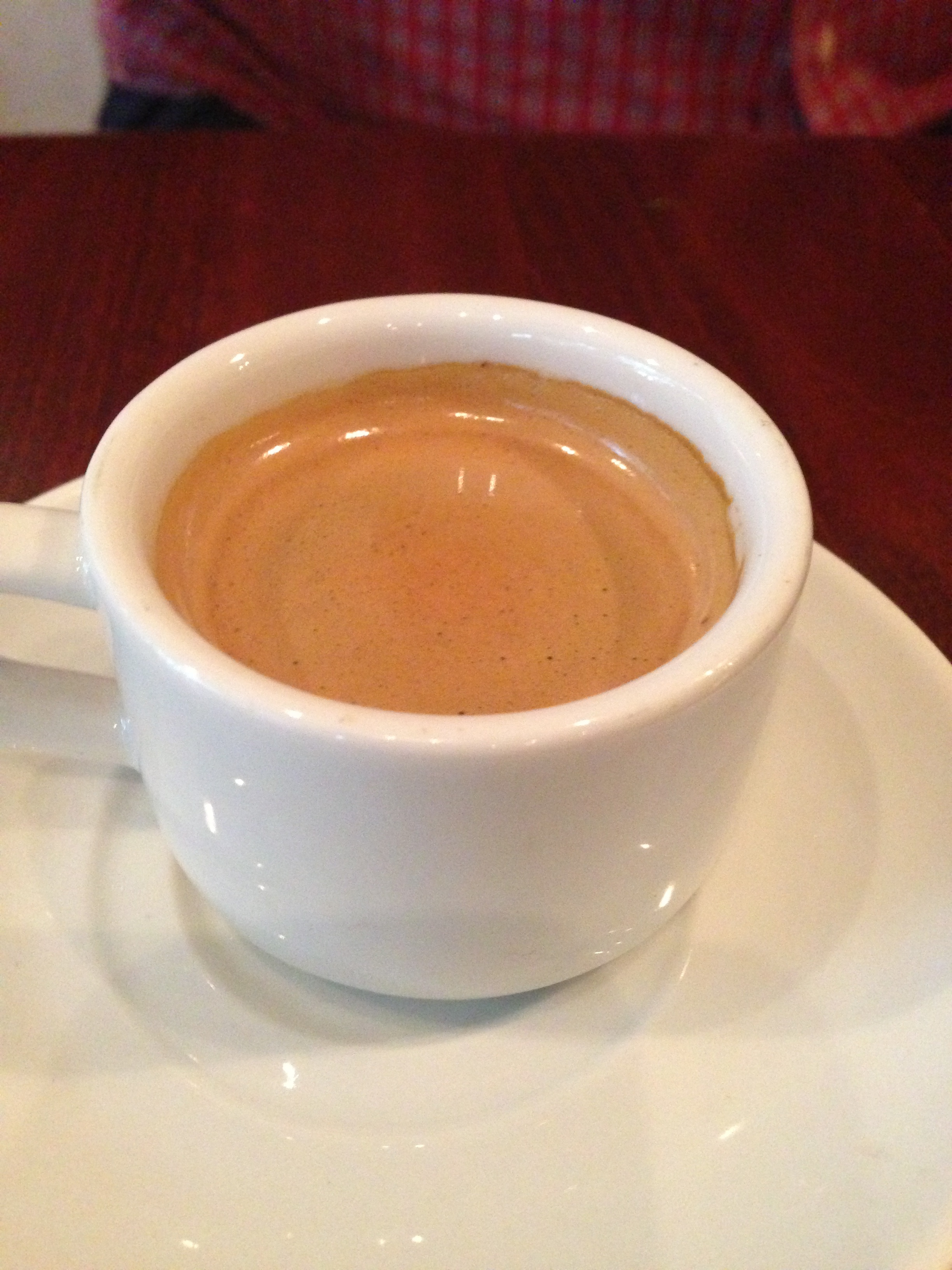
Una taza de expreso preparada con café cubano.

El café se cultiva en Cuba desde mediados del siglo XVIII. Impulsadas por los agricultores franceses que huían de la revolución en Haití, las fincas cafetaleras se expandieron desde las llanuras occidentales hasta las cadenas montañosas cercanas. La producción de café en el oriente de Cuba aumentó significativamente durante el siglo XIX y principios del XX. En su pico de producción, Cuba exportaba más de 20 000 toneladas (22 046 ST) de café en grano por año a mediados de la década de 1950. Después de la Revolución cubana y la nacionalización de la industria del café, la producción de café comenzó a declinar lentamente hasta alcanzar mínimos históricos durante la Gran Recesión. La que una vez fue una importante exportación cubana, ahora constituye una parte insignificante del comercio cubano. Para el siglo XXI, el 92 por ciento del café del país se cultivaba en la zona de las montañas de la Sierra Maestra. Todo el café cubano es exportado por Cubaexport, que paga precios regulados a los caficultores y procesadores.

## Historia
José Antonio Gelabert introdujo la primera planta de café en Cuba en 1748. Para 1791, los colonos franceses, huyendo de la abolición de la esclavitud durante la Revolución haitiana, introdujeron mejores métodos de producción de café en Cuba. La producción de café en el oriente cubano durante el siglo XIX y principios del XX «resultó en la creación de un paisaje cultural único, que ilustra una etapa significativa en el desarrollo de esta forma de agricultura». Como tal, la UNESCO ha catalogado el «Paisaje arqueológico de las primeras plantaciones de café de Cuba» como Patrimonio de la Humanidad desde el año 2000.
Después del estallido de la Primera Guerra Mundial en 1914 (y especialmente después de que Imperio alemán declarara una guerra submarina indiscriminada en 1915 durante la campaña de los U-Boote), la exportación de productos cubanos (incluido el café) a Europa resultó difícil.
Antes de la era Castro, la industria del café de Cuba prosperó. A mediados de la década de 1950, Cuba exportaba más de 20 000 toneladas (22 046 ST) de café en grano al año. El café cubano se vendía a precios superiores en los mercados mundiales. Gran parte de ese café se exportó a Europa, particularmente a los Países Bajos y Alemania.
Después de la Revolución cubana en 1959, la producción de café en Cuba disminuyó, en gran parte debido a la disolución de las grandes fincas y al desincentivo para la producción de pequeñas fincas. Como resultado, los cafetaleros cubanos comenzaron a mezclar granos de café con guisantes tostados. Mezclar granos de café con guisantes siguió siendo un alimento básico en Cuba hasta que el café puro volvió a las libretas de racionamiento cubanas en 2005. El aumento de los precios de Robusta condujo al regreso de los guisantes tostados al café cubano en 2011.
En 1962, Estados Unidos impuso un embargo a todos los bienes importados de Cuba, dañando aún más la industria cafetalera cubana. Durante el embargo, el café cubano no prevalecía en el mercado estadounidense.
La disolución de la Unión Soviética provocó una importante disminución en la producción de café cubano, pasando de 440 000 sacos de café de 60 libras en el ciclo de producción de 1989–1990 hasta alcanzar finalmente un mínimo histórico de 7000 sacos durante el ciclo de 2007–2008. Desde entonces, la producción de café cubano se ha recuperado a entre 100 000 y 130 000 sacos por año debido a la inversión del gobierno en el aumento de la producción de café, incluido el aumento de los precios del café y el suministro de mejores equipos.

## Producción

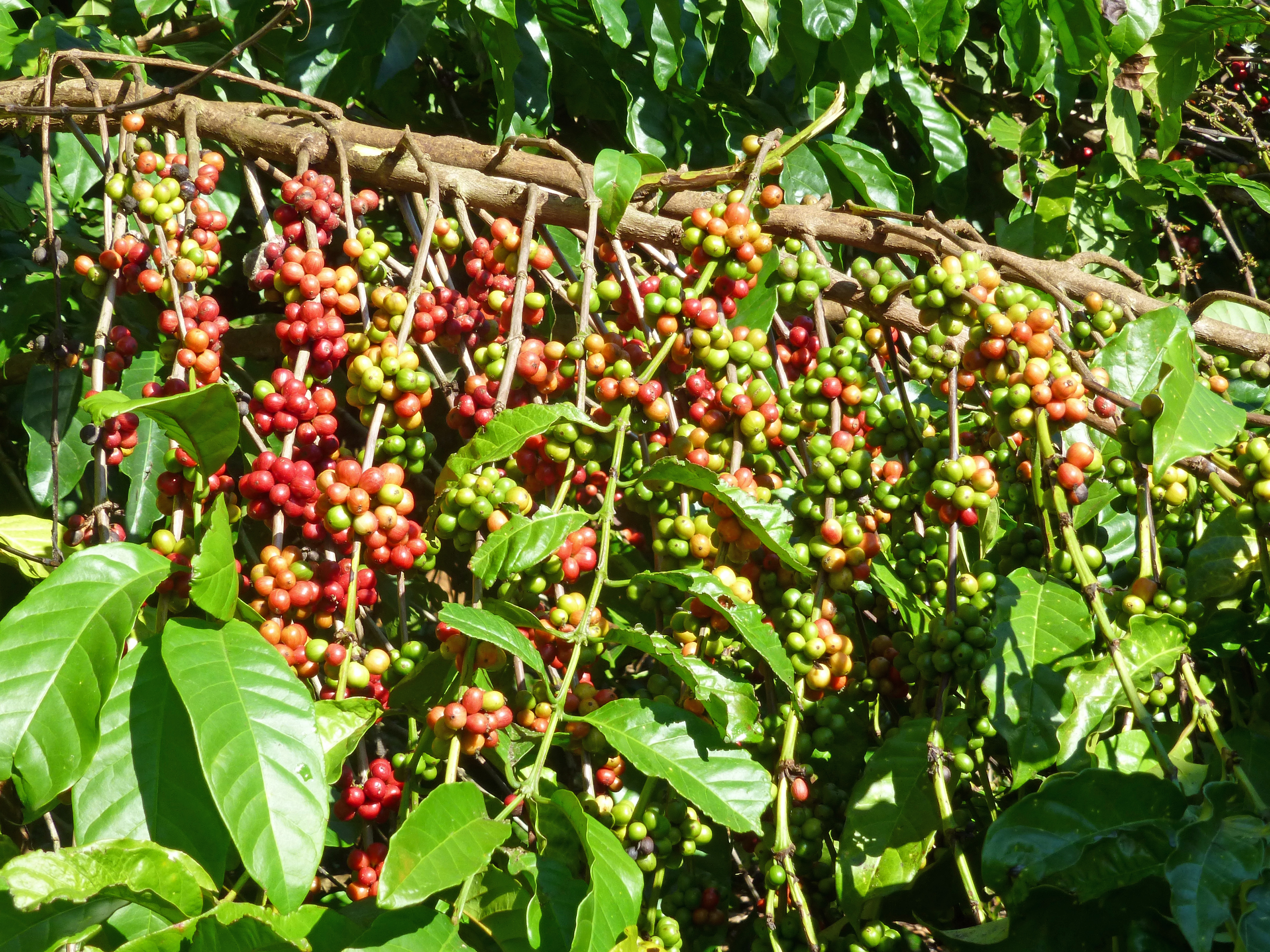
Tanto robusta (en la foto) como arabica se producen en Cuba.

Para el siglo XXI, 92 por ciento del café del país se cultivó en áreas de las montañas de la Sierra Maestra, especialmente bajo las copas de los bosques. La cosecha de café va de septiembre a enero, alcanzando su punto máximo en octubre y noviembre.
La isla produce granos de café arabica y robusta, y la mayor parte de la producción proviene de pequeñas granjas familiares. En 2003, Cuba comenzó a exportar café orgánico a Europa y Japón, con más de 4000 hectáreas (9884,2 acre) certificadas como orgánicas. Centrada en la parte oriental de la isla, la zona producía 93 toneladas (102,5 ST) de café orgánico que se vendía a precios un 40% más altos que el café cubano estándar.
Según la FAO, el número total de hectáreas donde se cosecha café en Cuba ha caído de 170 000 hectáreas (420 078,8 acre) en 1961 a 28 000 hectáreas (69 189,4 acre) en 2013.

## Distribución

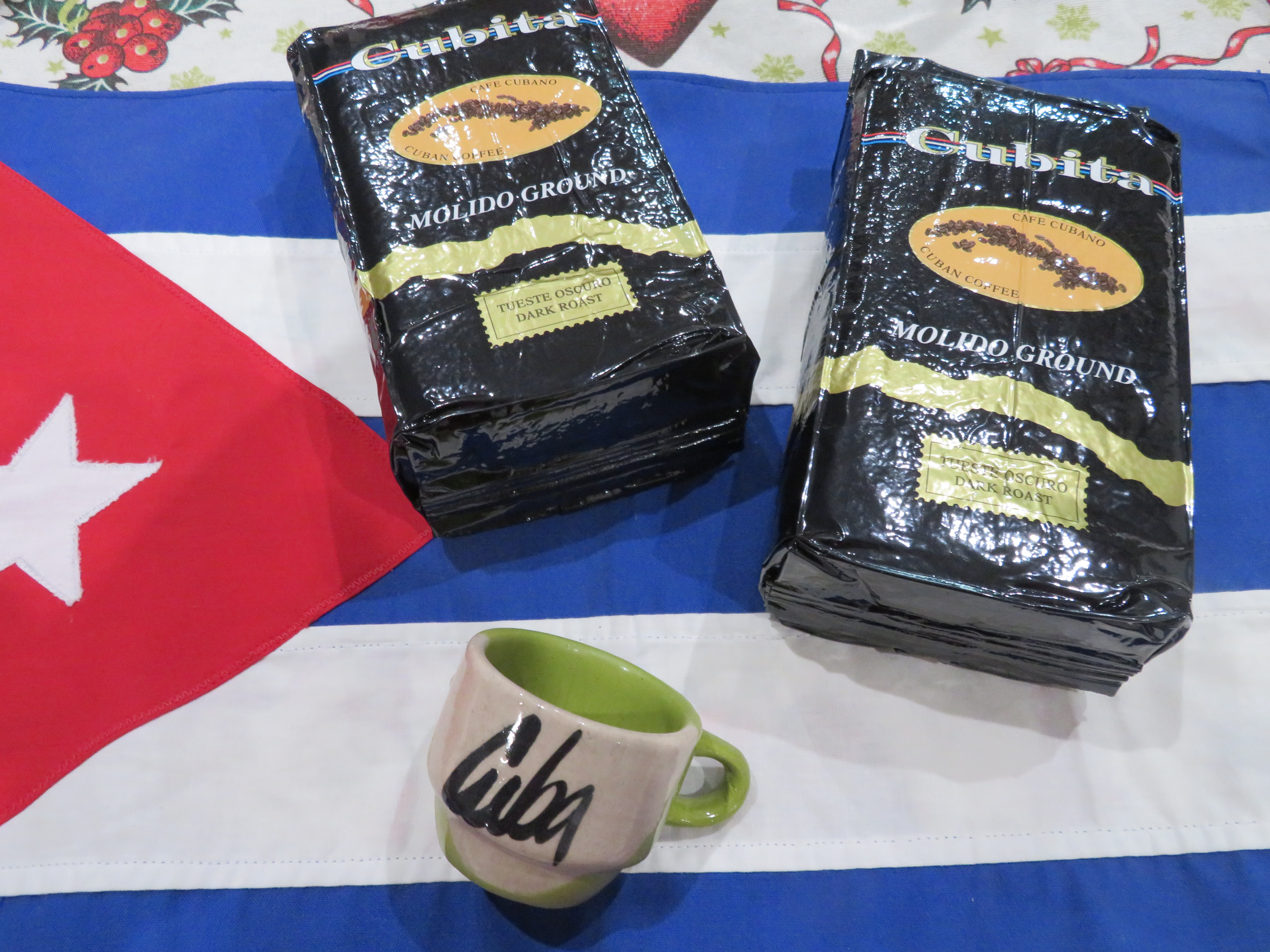
Café de Cuba

Todo el café de Cuba es exportado por Cubaexport, que paga un precio fijo regulado por el gobierno a los productores y procesadores de café por su café. Actualmente, Japón y Francia son los principales mercados de exportación de café de Cuba, con cantidades menores destinadas a Alemania, el Reino Unido, Canadá y Nueva Zelanda.
La distribución nacional está actualmente limitada a dos onzas de raciones de café cada 15 días para los ciudadanos cubanos.

## Lectura adicional
- Singleton, Theresa A. (2001). «Slavery and spatial dialectics on Cuban coffee plantations». World Archaeology (en inglés) 33 (1): 98-114. doi:10.1080/00438240126648. (Sumario en Taylor & Francis Online).
- Lu-Lien Tan, Cheryl (6 de febrero de 2015). «In Key West, a Taste of Cuban Coffee Culture». The New York Times. Consultado el 27 de noviembre de 2015.
- «Cuban Coffee Production Falls 90%». Latin American Herald Tribune (en inglés). Archivado desde el original el 8 de diciembre de 2015. Consultado el 28 de noviembre de 2015.
- «Cuban Coffee Harvest Begins». Havana Times (en inglés). 29 de agosto de 2009. Consultado el 23 de noviembre de 2015.
- «British Co. Invests in Cuban Coffee Market». Havana Times (en inglés). 16 de enero de 2014. Consultado el 28 de noviembre de 2015.

- Datos: Q5140949